# Mercyful Fate
Mercyful Fate je danski heavy metal sastav iz Kopenhagena, osnovan 1981. godine od strane pjevača Kinga Diamonda i gitarista Hanka Shermanna. Inspirirani progresivnim i hard rockom, pišući tekstove koji govore o Sotoni i okultizmu, Mercyful Fate bio je dio prvog black metal vala od početka do sredine osamdesetih godina prošlog stoljeća. Mnogi su sastavi iz tog prvog vala kasnije bivali velikim utjecajem black metal glazbenicima devedesetih godina prošlog stoljeća, poglavito u Norveškoj. Od osnivanja sastava 1981. godine, Mercyful Fate je objavio sedam studijskih albuma, dva EP-a i četiri kompilacije.
Nakon nekoliko promjena u postavi i samostalno objavljenih demouradaka, Mercyful Fate objavio je svoj istoimeni EP 1982. godine s postavom koju su činili King Diamond (vokali), Hank Shermann (gitara), Michael Denner (gitara), Timi Hansen (bas-gitara) i Kim Ruzz (bubnjevi). Ova je postava snimila svoja prva dva studijska albuma (Melissu iz 1983. i Don't Break the Oath iz 1984. godine), međutim 1985. sastav prestaje postojati zbog različitih glazbenih opredijeljenja članova. 1992. godine, četiri od pet članova Mercyful Fatea ponovno se okupilo kako bi snimili album In the Shadows, koji je objavljen godinu dana kasnije. Tijekom devedesetih godina prošlog stoljeća, sastav je objavio još četiri studijska albuma te je prošao kroz nekoliko promjena u postavi. Od 1999. godine, rad Mercyful Fatea je pauziran, no sastav se ponovno okupio nekoliko puta tijekom ovog stoljeća radi nastupa na koncertima.

## Povijest

### Osnivanje i prva izdanja (1981. – 1985.)
Mercyful Fate osnovan je u Kopenhagenu, Danskoj 1981. godine, nakon raspada sastava Brats. Brats je bio punk/metal sastav koji je sadržavao buduće članove Mercyful Fatea – pjevača Kinga Diamonda te gitariste Hanka Shermanna i Michaela Dennera. Nakon prvog studijskog albuma i nekoliko promjena u postavi (uključujući dolazak Diamonda i odlazak Dennera), Diamond i Shermann započeli su pisati i skladati novi materijal koji je bio žešći od bilo kojeg prethodnog dijela Bratsovog glazbenog opusa. Diskografska kuća CBS, koja je potpisala ugovor sa sastavom, nije bila zadovoljna glazbenim materijalom te je zatražila skupinu da prestane pjevati na engleskom i da postane komercijalnija. Posljedica toga bila je odlazak Diamonda i Shermanna iz grupe te su uskoro osnovali novi sastav – Mercyful Fate. Nakon nekoliko promjena u postavi i poluprofesionalnih demosnimki, Mercyful Fate je objavio svoj istoimeni EP 1982. godine. Ova je postava, koja se sastojala od Kinga Diamonda, Hanka Shermanna, basista Timia Hansena, bubnjara Kima Ruzza i gitarista Michaela Dennera, snimila prva dva studijska albuma sastava.
U srpnju 1983. godine, Mercyful Fate snima svoj prvi album u Easy Sound Recording studiju u Kopenhagenu. Nazvan Melissa, album je producirao Henrik Lund te ga je 30. listopada 1983. objavila diskografska kuća Roadrunner Records. Nakon nekoliko koncerata u Danskoj, Mercyful Fate ulazi u studio u svibnju 1984. kako bi snimili svoj drugi studijski album, Don't Break the Oath, koji je objavljen 7. rujna 1984. Tijekom potporne turneje za album, sastav je dva mjeseca nastupao u SAD-u te se pojavio na nekoliko festivala u Njemačkoj. Unatoč dobivanju velikog broja fanova širom svijeta, Mercyful Fate prekida s radom u travnju 1985. zbog različitih glazbenih opredijeljenja članova. Gitarist Hank Shermann želio je da sastav krene prema komercijalnijem zvuku što je King Diamond odbio te je objavio svoj odlazak iz sastava, što je dovelo do raspada grupe.

### Nakon raspuštanja sastava (1985. – 1992.)
Nakon raspada sastava 1985., King Diamond zajedno s Michaelom Dennerom i Timiem Hansenom osniva sastav King Diamond. I Denner i Hansen ostali su članovi grupe sve do objave albuma Abigail 1987. godine, nakon kojeg su obojica napustila sastav. Kao njihove zamjene članovi sastava postali su redom Mike Moon i Hal Patino, te je King Diamond nastavio objavljivati albume čak i nakon ponovnog okupljanja Mercyful Fatea. Nakon napuštanja grupe, Michael Denner je otvorio prodavaonicu albuma u Copenhagenu, no već 1988. godine formira sastav Lavina (kasnije poznat kao Zoser Mez), zajedno sa svojim bivšim kolegom Hankom Shermannom. Hank Shermann 1985. godine osniva hard rock grupu Fate ubrzo nakon svojeg odlaska iz Mercyful Fatea. S Fateom Shermann je objavio dva albuma: Fate 1985. godine i A Matter of Attitude 1986. godine. Nakon raspuštanja grupe Fate, Shermann se pridružio Michaelu Denneru kako bi formirali Lavinu.
U doba kad je Mercyful Fate bio raspušten, Roadrunner Records objavio je tri komplilacije pjesama Mercyful Fatea: The Beginning je objavljen 24. lipnja 1987. te je sadržavao materijal s EP-a Mercyful Fate iz 1982. uz rijetke snimke iz studija i s nastupa. 12. svibnja 1992. objavljen je Return of the Vampire, koji je bio još jedna kompilacija rijetkih studijskih snimki. 6. listopada 1992. Roadrunner objavljuje A Dangerous Meeting; podijeljenu kompilaciju koja je sadržavala materijal i Mercyful Fatea i Kinga Diamonda.

### Ponovno okupljanje (1992. – 1999.)
Godine 1992. King Diamond, Hank Shermann, Michael Denner i Timi Hansen ponovno se okupljaju kako bi opet započeli rad u Mercyful Fateu (bubnjara Kima Ruzza zamijenio je Morten Nielsen). Rezultat tog ponovnog okupljanja bio je album In the Shadows, kojeg je 22. listopada 1993. objavila diskografska kuća Metal Blade Records. Na albumu se također pojavio i gostujući Metallicin bubnjar Lars Ulrich (koji je također podrijetlom Danac) te je svirao na pjesmi "Return of the Vampire". Na potpornoj turneji za album, Mortena Nielsena zamijenio je bubnjar King Diamonda Snowy Shaw, pošto je Nielsen ozlijedio koljeno. Basist Timi Hansen također je bio zamijenjen Sharleejem D'Angelom, jer Hansen nije želio sudjelovati u turneji. 27. lipnja 1994. sastav objavljuje The Bell Witch, EP koji se sastoji od pjesama snimljenih uživo, kao i od nekih studijskih snimki s albuma In the Shadows.
Dana 25. rujna 1994., Mercyful Fate objavljuje album Time, koji je snimljen i miksan u Dallas Sound Labu između svibnja i kolovoza 1994. Nakon objave albuma Snowya Shawa na Time turneji zamijenio je Bjarne T. Holm. Holm je originalno bio pozvan da se priključi sastavu još 1981. godine, no tad je odbio zbog drugih obaveza. Kroz siječanj i veljaču 1996. sastav snima i miksa album Into the Unknown, koji je objavljen 20. kolovoza 1996. Nakon objave albuma, gitarist Michael Denner napušta sastav te ga zamjenjuje Mike Wead. U listopadu 1997., Mercyful Fate započinje snimati album Dead Again u studiju Nomad Recording u Carrolltonu, Teksasu. Dead Again objavljen je 9. lipnja 1998. U veljači 1999. Mercyful Fate započinje snimati album 9, koji je objavljen 15. svibnja 1999.

### Nedavna aktivnost (1999. – danas)
Nakon potporne turneje za 9, rad Mercyful Fatea je pauziran. King Diamond odlučio se usredotočiti na svoj istoimeni sastav, zajedno s gitaristom Mikeom Weadom koji se priključio grupi nakon europske turneje za album House of God. Hank Shermann i Bjarne T. Holm okupljaju se s Michaelom Dennerom kako bi stvorili Force of Evil, dok se Sharlee D'Angelo priključio grupi Arch Enemy. Kad je bio upitan o trenutnom stanju sastava 2008. godine, Diamond je izjavio kako je Mercyful Fate trenutno u "hibernaciji", i da sastav "sigurno nije gotov, bar ne po mom mišljenju." U kolovozu 2008., Metallicin bubnjar Lars Ulrich upitao je Kinga Diamonda bi li Mercyful Fate želio sudjelovati u Activisionovoj igrici Guitar Hero: Metallica. Ulrich je zatražio originalne snimke za dvije pjesme sastava kako bi mogle biti iskorištene u igri. Budući da ih nije mogao naći, Diamond je predložio Activisionu da sastav ponovno snimi pjesme, te su se kao rezultat toga King Diamond, Hank Shermann, Michael Denner, Timi Hansen i Bjarne T. Holm ponovno okupili kako bi ponovno snimili pjesme "Evil" i "Curse of the Pharaohs". King Diamond je također postao i igrivi lik u igri.
7. rujna 2011. King Diamond, Hank Shermann, Michael Denner i Timi Hansen ponovno se okupljaju na koncertu u počast Metallicine tridesete godišnjice postojanja u Fillmoreu u San Franciscu, gdje su zajedno uz Metallicu izveli Metallicin "Mercyful Fate"; spoj raznih obrada pjesama Mercyful Fatea s kompilacije Garage Inc.

## Glazbeni stil i nasljeđe
Mercyful Fate je bio dio prvog vala black metala, zajedno uz ostale grupe kao što su Venom, Bathory i Hellhammer. Mnoge su takve grupe pomogle u stvaranju glazbenog stila kojeg će kasnije nadograđivati budući black metal glazbenici. Za razliku od ostalih prvovalnih sastava, tipični elementi stila Mercyful Fatea proizašli su iz utjecaja progresivnog rocka, epskog hard rocka iz sedamdesetih godina prošlog stoljeća te tradicionalnog heavy metala. Budući da su mnoge pjesme sastava sadržavale pjesme o sotonizmu i okultizmu te s obzirom na to da je King Diamond bio među prvim black metal-glazbenicima koji se koristio sada već poznatim corpse paintom, Mercyful Fate potaknuo je razvoj black metala iako u glazbenom smislu nije bio toliko utjecajan kao prvovalne skupine.
Razni su glazbenici naveli Mercyful Fate kao svoje uzore. Kerry King, gitarist thrash metal sastava Slayer, izjavio je kako su on i Jeff Hanneman bili toliko veliki obožavatelji Mercyful Fatea kad je Slayer snimao album Hell Awaits, da je i sam album nastao pod izrazitim utjecajem Mercyful Fatea. Ortaški thrash metal sastav Metallica snimio je pjesmu koju je činilo više pjesama Mercyful Fatea na svojoj kompilaciji obrada pjesama Garage Inc. iz 1998. godine. Od tada, sastav je svirao pjesmu nekoliko puta uživo zajedno s nekoliko članova Mercyful Fatea.

## Članovi sastava
| Sadašnja postava - King Diamond – vokali, klavijature (1981. – 1985., 1993. – 1999., 2008., 2011., 2019. – danas) - Hank Shermann – gitara (1981. – 1985., 1993. – 1999., 2008., 2011., 2019. – danas) - Bjarne T. Holm – bubnjevi (1994. – 1999., 2008., 2019. – danas) - Mike Wead – gitara (1996. – 1999., 2019. – danas) - Joey Vera – bas-gitara (2019. – danas) | Bivši članovi - Carsten Van Der Volsing – gitara (1981.) - Ole Frausing – bubnjevi (1981.) - Jan Lindblad – bubnjevi (1981.) - Timi Hansen – bas-gitara (1981. – 1985., 1993. – 1994., 2008., 2011., 2019.) - Nick Smith – bubnjevi (1981.) - Kim Ruzz – bubnjevi (1981. – 1985.) - Benny Petersen – gitara (1981. – 1982.) - Michael Denner – gitara (1982. – 1985., 1993. – 1996., 2008., 2011.) - Morten Nielsen – bubnjevi (1993.) - Snowy Shaw – bubnjevi (1993. – 1994.) - Sharlee D'Angelo – bas-gitara (1994. – 1999.) |

## Diskografija
Studijski albumi
- Melissa (1983.)
- Don't Break the Oath (1984.)
- In the Shadows (1993.)
- Time (1994.)
- Into the Unknown (1996.)
- Dead Again (1998.)
- 9 (1999.)

EP-ovi
- Mercyful Fate (1982.)
- The Bell Witch (1994.)
- The Curse of Evil (1999.)

Kompilacije
- The Beginning (1987.)
- Return of the Vampire (1992.)
- A Dangerous Meeting (1992.)
- The Best of Mercyful Fate (2003.)